# Brassaiopsis hookeri
Brassaiopsis hookeri là một loài thực vật có hoa trong Họ Cuồng cuồng. Loài này được C.B.Clarke mô tả khoa học đầu tiên năm 1879.